# Olympische Sommerspiele 1896/Teilnehmer (Bulgarien)
| Silbermedaillen | Goldmedaillen | 3. |
| --------------- | ------------- | -- |
| —               | —             | —  |

Bulgarien nahm an den Olympischen Sommerspielen 1896 in Athen, Griechenland, mit dem Turner Charles Champaud teil. Damit ist Bulgarien eine der Nationen, die bei den ersten Olympischen Sommerspielen teilgenommen haben. Champaud, ein Schweizer Turnlehrer, der in Sofia lebte, wird häufig auch zur Schweizer Olympiamannschaft gezählt.

## Teilnehmer nach Sportarten

### Turnen
- Charles Champaud
Pferdsprung: ??
Barren: ??
Reck: ??
Seitpferd: ??